# Denebola brachycephala
Denebola brachycephala es una especie extinta, la única conocida del género Denebola, perteneciente a la familia Monodontidae. Es el primer ancestro conocido de la beluga (Delphinapterus leucas) y data del periodo Mioceno Tardío. Un fósil se encontró en la península de Baja California, indicando que la familia una vez existió en aguas más cálidas.